# 秋山淳
秋山 淳（あきやま じゅん）は、日本のゲームクリエイター。スクウェア・エニックス所属。
ゲーム中のイベントシーン（カットシーン）の演出を担当。

## 代表作
- ファイナルファンタジーVII（1997年）イベントプランナー
- ファイナルファンタジータクティクス（1997年）イベントプランナー
- ベイグラントストーリー（2000年）イベントディレクター
- キングダム ハーツ（2002年）イベントプランニングディレクター、シナリオ
シナリオは渡辺大祐、野島一成と連名。
- ファイナルファンタジーXII（2006年）イベントディレクション
降板した松野泰己に代わりストーリー統括を引き継ぐ。自身の演出論に基づき完成していたムービーを削除していったと発言した。
- ファイナルファンタジー ヴェルサスXIII（ファイナルファンタジーXVに改題）プランニングディレクター（イベント）
プランニングディレクター（イベント）を務めていると発表されていたが、改題しスタッフの再編成が行われた『FFXV』のスタッフロールには名前が載っていない。
- ワールド オブ ファイナルファンタジー（2016年）イベントディレクター
- ファイナルファンタジーXII ザ ゾディアック エイジ（2017年）ゲームデザイン